# Albaner i Nordmakedonien
Albanerna i Nordmakedonien är den största etniska minoriteten i Nordmakedonien och utgör omkring en fjärdedel av Nordmakedoniens befolkning.
De flesta av Nordmakedoniens albaner är muslimer, det finns även en liten albansk minoritet som är kristna.
Antalet albaner i Nordmakedonien uppgick till 377 000 år 1981, 429 000 år 1991 och 506 000 år 2002.

## Befolkning
Av Nordmakedoniens 2 022 547 medborgare är 209 086, 25,2%, albaner enligt den senaste folkräkningen från 2002.Den albanska minoriteten lever mestadels i västra och nordvästra delen av landet. De största albanska samhällena är kommunerna Tetovo (60,3 % av den totala befolkningen ), Gostivar (66 %), Debar (58,1 %), Struga (56,8 %), Kicevo (48,5 %), Kumanovo (25,8 %) och Skopje (20,5%).
Enligt den officiella folkräkningen som hålls var tionde år, utgjorde albanerna 19% av den totala befolkningen år 1953. Andelen sjönk till 13% år 1961, men växte igen 1971 till 15%. 1981 växte albanska till 18,7%, och 1991 till 19%. Vid den senaste folkräkningen 2002 utgjorde den albanska befolkningen 25,2%. Ethnologue uppskattade 2002 att cirka 200.000 personer talar albanska i Nordmakedonien. Det finns dock tvivel om siffrans trovärdighet då en andel av albanerna bojkottade folkräkningen för att det riktiga antalet ska vara tvivelaktigt. Vissa albanska organisationer hävdar dock att det är upp till 40% albaner i Nordmakedonien.

## Kultur

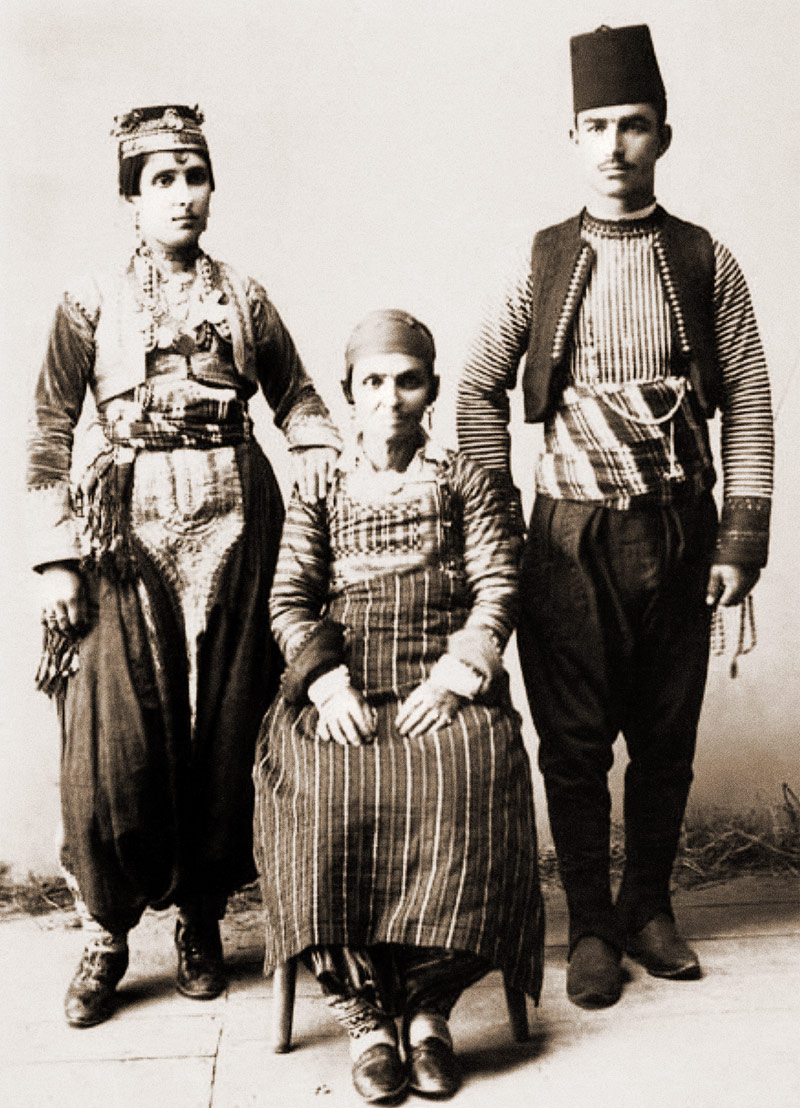
Albansk katolsk familj från Skopje

Kulturellt är albanerna i Nordmakedonien nära kopplade till albanerna i Kosovo och Albanien. De har gemensam flagga, nationalsång, historia, folksånger, språk, etc. I västra och norra Nordmakedonien talas den gegiska dialekten, och i södra Nordmakedonien talas den toskiska.

## Kommuner med albansk majoritet
15 av de 80 kommunerna hade en albansk majoritet bland befolkningen enligt den officiella räkningen 2002.
- Aracinovo kommun - 93,80%
- Bogovinje kommun - 95,23%
- Gostivar - 66,7%
- Brvenica kommun - 61,62
- Cair kommun - 57,00
- Debar kommun - 58,08%
- Kicevo kommun - 54,51%
- Lipkovo kommun - 97,42
- Saraj kommun - 91,53
- Struga kommun - 56,85
- Studenicani kommun - 68,38%
- Tearce kommun - 84,40%
- Tetovo kommun - 70,43
- Vrapciste kommun - 83,07
- Zelino kommun - 99,20%